# 3037 Alku
3037 Alku eller 1944 BA är en asteroid i huvudbältet som upptäcktes den 17 januari 1944 av den finske astronomen Yrjö Väisälä vid Storheikkilä observatorium. Den är uppkallad efter en båt kallad Alku, som upptäckarens seglade som barn.
Asteroiden har en diameter på ungefär 29 kilometer.